# Centro de convenciones

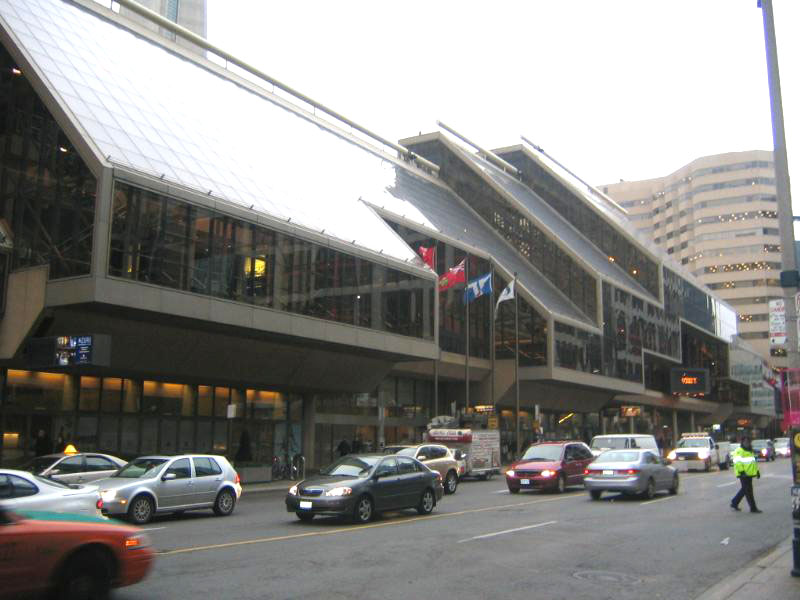
Centro de convenciones de Toronto, Canadá.

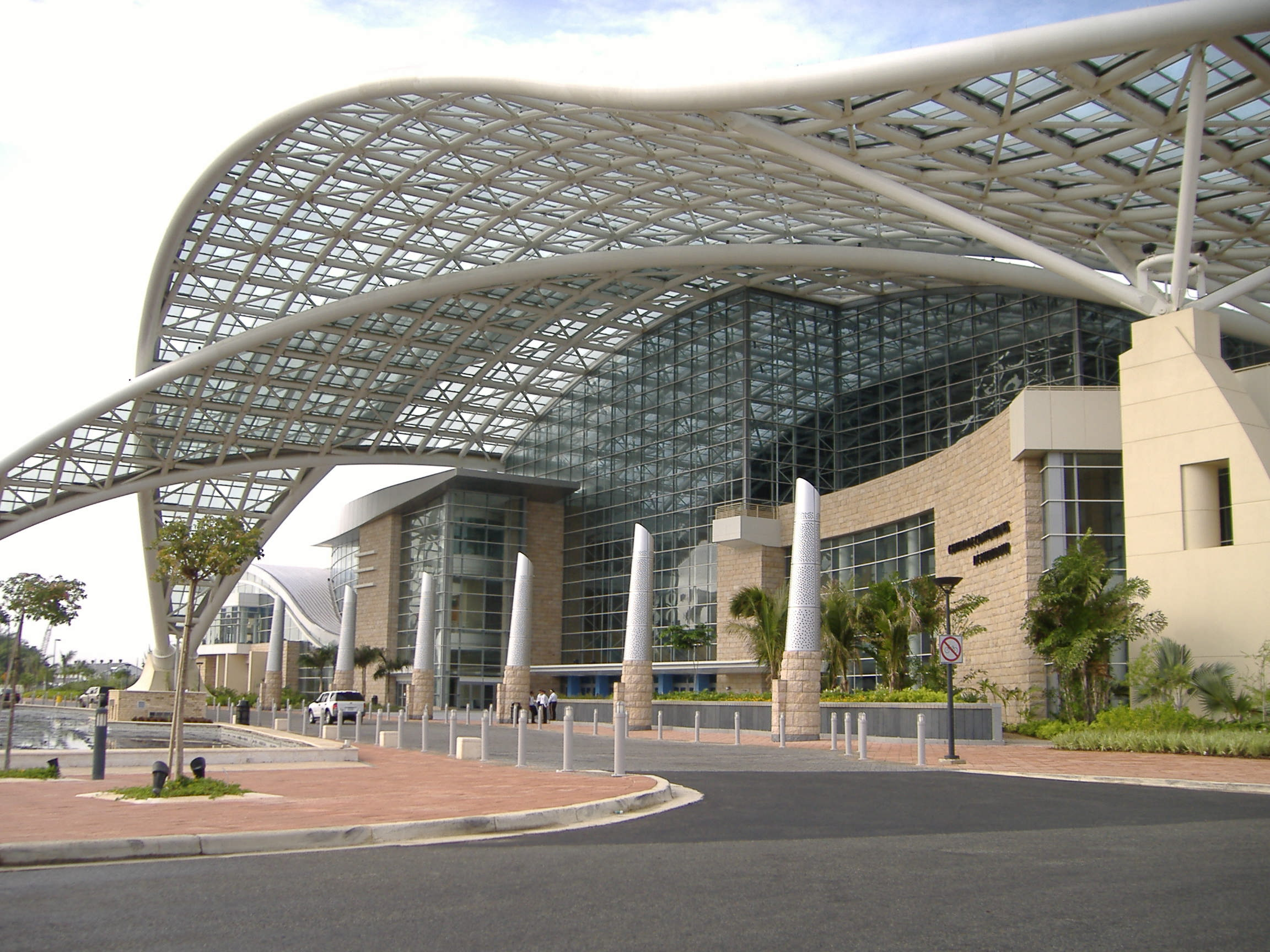
Centro de Convenciones de Puerto Rico.

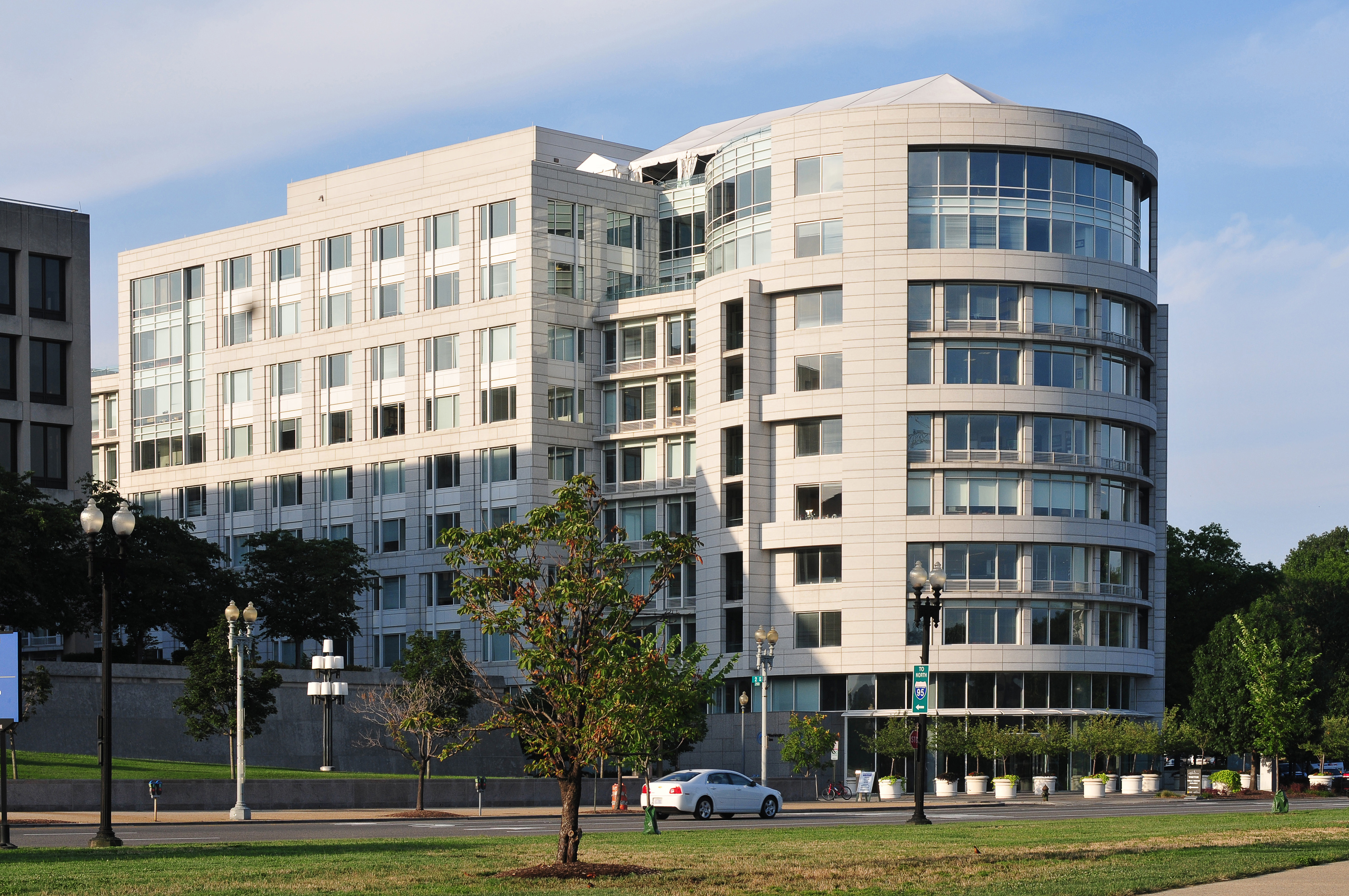
Centro de convenciones en Washington, E. U.

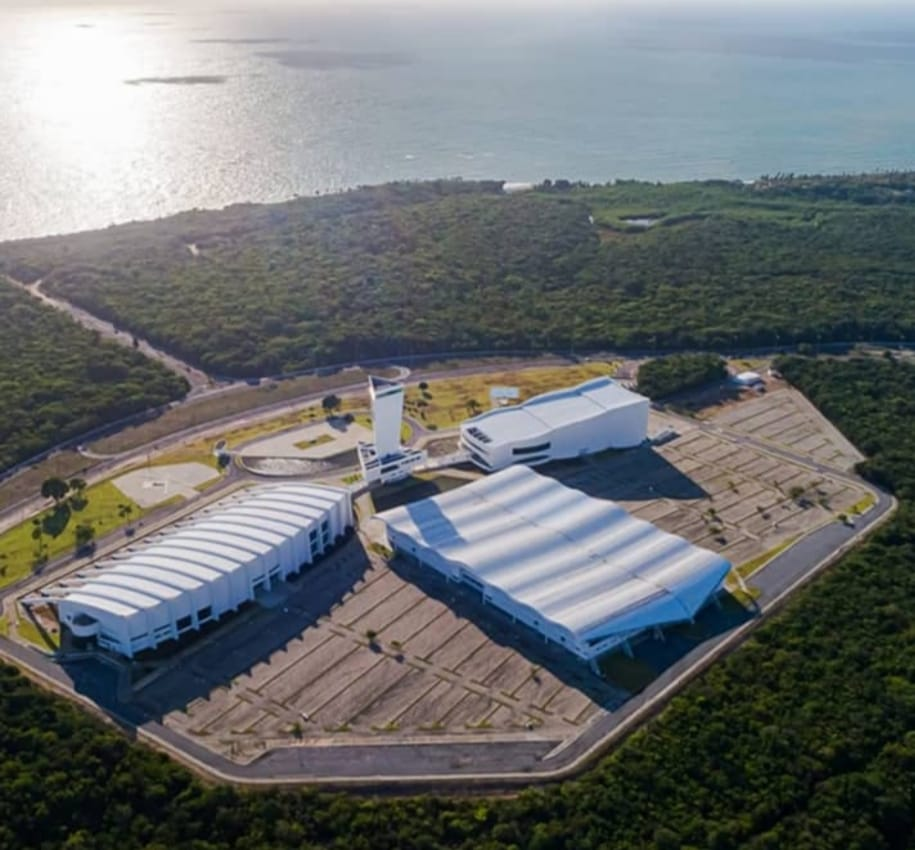
Centro de convenciones poeta Ronaldo Cunha Lima en João Pessoa, Brasil.

Un centro de convenciones es un lugar construido con el propósito de juntar asambleas, conferencias, seminarios o agrupaciones de diferentes caracteres, sea comercial, empresarial, científico o religioso, entre otros, como por ejemplo casas de citas y casinos. Ejemplos de centros de convenciones incluyen:
- Centro de Convenciones Virgilio Barco, ubicado en la ciudad colombiana de Villa del Rosario.
- Centro de Convenciones Aburra Sur, ubicado en el corazón del Municipio de Itaguí, en Colombia.
- Centro de Convenciones Bayfront, 13 000 pies cuadrados del salón de baile, el centro de convención también tendrá un palco 4500 personas.
- Centro de Convenciones de Lima, ubicado en el distrito de San Borja en Lima, Perú. De más de 85.000 metros cuadrados en su totalidad. Es parte del Centro Cultural de la Nación, que es un complejo que alberga las principales instituciones culturales del país incluyendo también el Gran Teatro Nacional del Perú, la Biblioteca Nacional del Perú, el Museo de la Nación y la torre del Banco de la Nación; que en su conjunto, es uno de los centros de eventos más grandes de América.
- Centro de Convenciones de Puerto Rico , ubicado en San Juan, Puerto Rico. Incluye una Sala de exposiciones de 152.000 pies cuadrados (14.100 m²) que tiene capacidad para 16.965 personas y un salón de baile de 39,500 pies cuadrados (3,670 m²) con capacidad para 4.158 personas.
- Centro de Convenciones de Salta, es el más importante centro de convenciones del noroeste Argentino. Posee una sala con capacidad de 2650 personas, 6 salones para 580 personas y un predio ferial de 200 ha.
- Centro de Convenciones UTPL, ubicado en la ciudad de Loja, Ecuador.
- Centro de Convenciones Yucatán Siglo XXI, Además de convenciones, este edificio es utilizado para expoferias.
- Centro de convenciones poeta Ronaldo Cunha Lima, ubicado en la ciudad de João Pessoa, Brasil; Es uno de los centros de convenciones más modernos de América Latina.
- Centro de Eventos del Caribe,  ubicado en la ciudad de Barranquilla - Colombia. Es el Centro de Convenciones más grande de Colombia.
- Centro Cultural Metropolitano de Convenciones, en la ciudad colombiana de Armenia, uno de los principales recintos del eje cafetero.[1]
- Exposición Rural Argentina, es uno de los más importantes centros de exposiciones de la Ciudad de Buenos Aires, Argentina. Fue fundado en 1878 con la celebración de la tercera Exposición Nacional de Ganadería.
- Expofuturo, eventos ferias y convenciones, principal rencinto en la ciudad del centro de Colombia, Pereira.
- Palacio de Congresos de Madrid, está situado en la intersección entre el Paseo de la Castellana y la Avenida del General Perón, se construyó a partir de un concurso del Ministerio de Información y Turismo convocado en 1964.
- Parque de España, un complejo urbanístico de Rosario, Argentina. Comprende el parque en sí y un centro cultural.
- Plaza Mayor (Medellín), Centro de Convenciones y Exposiciones de Medellín - Colombia. Espacio ideal para organización de ferias, congresos, convenciones y eventos de gama baja, media y alta.
- World Trade Center México, ubicado en la Ciudad de México, capital de México, que incluye un centro de convenciones, centro cultural y estacionamientos.
- World Trade Center Valencia, ubicado en la ciudad de Valencia, en Venezuela, este complejo incluye el Rio Convention Center, el centro de convenciones más grande del país.